# Левшакова, Ирина Юрьевна
Ири́на Ю́рьевна Левшакова (в девичестве Кузнецова, также была известна по фамилии деда Линник; 6 мая 1959, Ленинград — 31 января 2016) — женщина, широко известная в среде ленинградской богемы — хиппи, художников, рок-музыкантов 1980—1990-х годов; предоставляла свою дачу в поселке Комарово для репетиций и подпольных концертов-«квартирников».

## Биография
Ирина Кузнецова родилась в Ленинграде, в семье искусствоведов, сотрудников отдела западноевропейского изобразительного искусства Эрмитажа. Отец — Юрий Иванович Кузнецов (1920—1982), заведующий сектором рисунка, специалист по голландскому искусству. Мать, Ирина Владимировна Линник (1922—2009), — доктор искусствоведения, специалист по голландскому искусству, автор нескольких атрибуций полотен Хальса и Рембрандта. Дед по матери — академик В. П. Линник; дядя — академик Ю. В. Линник.
Училась в ленинградской школе № 24 (гимназия И. А. Крылова).
В 1977 году поступила в Санкт-Петербургский государственный университет на геологический факультет, кафедра палеонтологии; после окончания университета — в аспирантуру. Палеонтолог, кандидат наук. Занималась собранием Ефремова — изучала остатки доисторических животных, собранные И. А. Ефремовым в его монгольских экспедициях. На основании исследования этих костей она описала два вида мягкокожих черепах-триониксов, а также среднеазиатского варана, предка современного серого варана. Несколько лет проработала в Средней Азии. Занималась также проблемами экологии.
Первый брак с Сергеем Левшаковым, сыновья от этого брака — Владимир Сергеевич и Михаил Сергеевич Левшаковы (р. 1977).
Второй брак: с 1993 по 1997 год состояла в браке с Георгием (Егором) Дмитриевичем Орбели (1969 — 5 марта 1997), внуком директора Государственного Эрмитажа, академика И. А. Орбели и А. И. Изергиной, праправнуком князя М. З. Аргутинского-Долгорукова.
Сын от этого брака — Дмитрий Георгиевич Орбели (р. 6 июня 1995).
Умерла 31 января 2016 года.

## Комарово и ленинградский рок
В 1980—1990-х годах Ирина (Ляля) Левшакова играла немаловажную роль в жизни и творчестве многих ленинградских рок-музыкантов.
После смерти в 1984 году деда, академика В. П. Линника, подолгу жила на его даче в посёлке Комарово, на Курортной улице, дом 25. Несмотря на то, что Ирина Левшакова никогда не носила фамилию Линник, эта фамилия до сих пор ошибочно прилагается к ней как к владелице «комаровской дачи Линник». «Дача академика В. П. Линник», связанная в 1980—1990-х годах с историей ленинградского рока, включена в экскурсионные маршруты по Комарову, наряду с «дачей академика Л. С. Берга», где в 1960-х годах гостил поэт И. А. Бродский, и другими памятными местами. Для музыкантов «дача Линник» была студией и концертной площадкой.
Ирина Левшакова собирала вокруг себя музыкантов и поэтов, и её дом вошёл в историю ленинградского рока. В гостях у Ирины Левшаковой бывали многие музыканты, в том числе Борис Гребенщиков, Всеволод Гаккель, Святослав Задерий, Константин Кинчев, Александр Башлачёв, Фёдор Чистяков и др. По воспоминаниям современников, Ирина в те годы — «красавица, с какой-то средневековой внешностью». Многочисленные мемуаристы отмечают также её ум, образованность, обаяние, остроумие. Ирина Левшакова предоставляла музыкантам место для репетиций и концертов, а также хорошо оборудованную домашнюю студию звукозаписи. Позднее Ирина сделала этот домик гостевым, именно в нём жил А. Башлачёв. Родители Ирины предоставляли ей полную свободу. Её сыновья от первого брака жили со своим отцом.
Сочиняла тексты песен, пела, участвовала в некоторых записях. Занималась рисунком и живописью. Выставляла неоднократно свои работы на «квартирных» ленинградских выставках. Под псевдонимом «Ирина Комаровская» нарисовала некоторые обложки для дисков, выпущенных студией Андрея Тропилло (в частности, она автор обложки альбома «Не могу кончить» группы «Выход»). В буклете, приложенном к компакт-диску «Рыжий альбом» (2002) группы «Выход», среди людей, благодарность которым выражает лидер группы Сергей Селюнин («Силя») упомянута и Ирина Левшакова. Рисунок Ирины Левшаковой, сделанный ею для обложки альбома «Не могу кончить», послужил основой для логотипа музыкального издательства «Отделение ВЫХОД».

Она нарисовала обложку к виниловой пластинке ВЫХОДа «Не могу кончить». Через некоторое время возникло пресловутое «Отделение ВЫХОД». И я решил, что человечки с этой обложки очень даже подходят для логотипа. Так что я положил на картинку кальку — и обвёл силуэты «человечков» фломастером. Потом отсканировал то, что получилось, и многократно уменьшил. Рисуя обложку, Ира имела в виду, что это человек и его «грибной приход». —  Олег Коврига, руководитель «Отделения ВЫХОД»

### Дружба с Александром Башлачёвым
В последние два года жизни Александр Башлачёв был близким другом Левшаковой. С октября 1986-го до января 1987 года он жил постоянно на «даче Линник». После отъезда из Комарова жил в разных местах, меняя места проживания. 17 февраля 1988 года он покончил с собой, выбросившись из окна квартиры своей сожительницы. Позднее Ирина Левшакова написала воспоминания о Башлачёве, в которых в частности вспоминала:

Я не могу назвать это самоубийством. Саша совершил этот шаг не для того, чтобы уйти отсюда, а для того, чтобы прийти туда. Он искренне верил, что кто-то там ждёт его. Он не упал из окна, он не выбросился, он вылетел. Его тело нашли в 12 метрах от стены нового блочного дома… и остался след в форме большой земляники. На снегу след, как он писал «земляника в окошке»… Саша был в здравом рассудке. Это был чрезвычайно жизнерадостный открытый человек, и жизни он был рад. И он просто хотел уйти туда, он верил, что смерть — это освобождение, что бренное тело — это броня. Он хотел освободиться, он верил, что его кто-то ждёт. Он хотел снять с себя эту броню.
…Саша в жизни был человек очень жизнерадостный, открытый, честный и он хотел всех нас встряхнуть своими песнями, хотел чтобы мы все жили в полный рост… Саша искренне верил, что всё, что он поёт, дано ему свыше, кто-то там наверху даёт ему всё это.
В апреле 1986 года Левшакова присутствовала при записи альбома Башлачёва «Вечный пост» на даче Александра Липницкого на Николиной Горе (её привёз туда приятель Вячеслав Егоров, который был звукорежиссёром на записи альбома).

«Вечный пост» — это не просто одна из пластинок Александра Николаевича Башлачёва. Для меня так она дорога вдвойне, так как она была записана в апреле 1986 года Александром вместе со своим партнёром-помощником Вячеславом Егоровым у меня на даче в студии «Звуков Му», мы её тогда называли «Студия Му», в дачном посёлке Николина Гора… была специально, как тогда говорили, выписана из Ленинграда их подруга Ирина Левшакова по кличке «Комаровская». Знаменитая, культовая такая девица, выходец из высокоинтеллектуальной семьи работников Эрмитажа, но, конечно, имевшая в дальнейшем весьма непростую судьбу. И, собственно, один из лидеров питерского андеграунда отсидел в психушке немалое время за то, что не выдержав общения с Ириной, пытался её убить. Короче говоря, после приезда Ирины стиль работы резко изменился, она потеряла ритмичность, ребята стали куда позже вставать и музицировать в основном ночью… Это влияние Ирины Левшаковой. Она же приехала не с пустыми руками ко мне в студию…—  Александр Липницкий (из интервью на радио «Финам ФМ», 2010 год)
В 1989 году жила в Лондоне. 11 февраля 1989 года Ирина Левшакова приняла участие в передаче Севы Новгородцева «Севаоборот» на радио Би-би-си. Тема передачи была «К годовщине гибели А. Башлачёва», в студии присутствовали Новгородцев, Леонид Владимиров, Ирина Левшакова и о. Сергий Гаккель.
25 февраля 1989 года вновь была гостьей эфира Севы Новгородцева (тема передачи — «Гринпис»).
В 2005 году принимала участие в съёмках документального фильма об Александре Башлачёве «Смертельный полёт» (реж. Лариса Кулагина).

### Дело Фёдора Чистякова
В 1990—1992 годах была подругой музыканта Фёдора Чистякова, лидера группы «Ноль».
На комаровской даче Чистяков написал ряд песен, в 1991 году составивших альбом «Песня о безответной любви к Родине». При участии Ирины Левшаковой в 1991 году на её даче режиссёром Максимом Катушкиным был снят клип на песню Фёдора Чистякова и группы «Ноль» — «Песня о настоящем индейце».
В течение двух лет Ф. Чистяков жил с Ириной Левшаковой, в основном, в Комарово, перевезя туда свою больную мать, Антонину Чистякову, передвигавшуюся в инвалидной коляске и имевшую инвалидность по диагнозу «шизофрения».
8 октября 1992 года Чистяков, находясь под влиянием наркотиков, предпринял попытку убить Левшакову, перерезав ей горло. На помощь Левшаковой пришли соседи и вызвали ей скорую помощь; в больнице Левшаковой наложили швы, и она осталась жива. Чистяков был арестован, ему было предъявлено обвинение в покушении на убийство; около года, пока проводились судебно-медицинские экспертизы, он провёл в заключении, в следственном изоляторе «Кресты». Адвокат Чистякова, по его признанию, желая облегчить положение своего подзащитного, не доводил до сведения суда воздействие на подсудимого галлюциногенных веществ (в данном случае, «грибов»). Чистяков был осуждён по статьям 15, 103 УК РФ. На суде был признан невменяемым. С диагнозом параноидная шизофрения был отправлен на лечение в Городскую психиатрическую больницу № 3 имени И. И. Скворцова-Степанова, где провёл около года.

Предварительным расследованием установлено: Чистяков Фёдор Валентинович, будучи невменяемым в связи с заболеванием шизофренией, 8 октября 1992 года около 20 часов после распития спиртных напитков у своей знакомой Левшаковой И. Ю. по адресу пос. Комарово, ул. Курортная, 25, рядом с этим домом напал на Ирину, повалил её на асфальт и заранее приготовленным ножом причинил ей менее тяжкие телесные повреждения в виде резаной раны мочки левого уха, две резаных раны левой боковой поверхности шеи, одну резаную рану передней левой поверхности шеи; пять резаных ран пальцев левой кисти и одну резаную рану правой кисти… Указанные действия Чистякова непосредственно во время их совершения были пресечены соседями Левшаковой, которые оттащили от неё Чистякова… Учитывая характер причинённых Левшаковой повреждений, их локализацию в области шеи, а также орудие — нож, который был применён в процессе нападения Чистяковым, его действия попадают в признаки деяния, предусмотренные ст.ст. 15, 103 УК РФ.— Старший следователь Прокуратуры Сестрорецкого р-на С.-Петербурга, юрист 1 класса Безродный С. П. (выписка из судебного дела).
Находясь в следственном изоляторе «Кресты», Чистяков посвятил Левшаковой безымянное стихотворение, в которой называл её «блудницей» и «ведьмой» и высказывался против равноправия женщин с мужчинами.

### Уголовное дело 2010 года
14 сентября 2010 года на даче Ирины Левшаковой в посёлке Комарово сотрудниками Госнаркоконтроля была обнаружена и ликвидирована самая крупная за последние годы плантация конопли — 1247 кустов, а также 600 грамм уже высушенного «продукта» и большое количество конопли, которая ещё сушилась. В отношении Ирины Левшаковой было возбуждено уголовное дело по ст. 228 ч. 2 и ст. 231 ч. 2 УК РФ — хранение и культивирование наркосодержащих растений, впоследствии дело было закрыто.

## Смерть
Умерла 31 января 2016, вероятно, из-за проблем с сердцем.